# Pakali Ba
Pakali Ba (Schreibvariante: Pakaliba) ist eine Ortschaft im westafrikanischen Staat Gambia.
Nach einer Berechnung für das Jahr 2013 leben dort etwa 1262 Einwohner, das Ergebnis der letzten veröffentlichten Volkszählung von 1993 betrug 1088.

## Geographie
Pakali Ba liegt in der Lower River Region im Distrikt Jarra East unmittelbar an der South Bank Road, Gambias wichtigster Fernstraße, etwa 220 Kilometer östlich von Banjul. Der kleine Ort, ungefähr 14 Meter über ü. d. M., liegt in der Nähe der Sofanyama Bridge, die den Sofanyama Bolong überspannt.